# سادیک لالایف
سادیک لالایف (به روسی: Садык Лалаев، آوانگاری: زادهٔ ۲۳ اکتبر ۱۹۹۶) یک کشتی‌گیر فرنگی‌کار اهل کشور روسیه است.
از افتخارات وی می‌توان به کسب مدال برنز قهرمانی کشتی جهان ۲۰۲۴ اشاره کرد.

## فعالیت حرفه‌ای

### قهرمانی کشتی جهان ۲۰۲۴
لالایف در وزن ۶۳ کیلوگرم کشتی فرنگی قهرمانی کشتی جهان ۲۰۲۴ تیرانا شرکت کرد، او در مسابقه های اول و دوم الکساندر هروشین از اوکراین و ایمان محمدی از ایران را شکست داد اما در نیمه نهایی به یرژت ژارلیکاسین از قزاقستان باخت و به دیدار رده‌بندی رفت. وی در دیدار رده‌بندی استفان کلمنت از فرانسه را شکست داد و مدال برنز را بدست آورد.